# Todd Lasance
Todd James Lasance (Newcastle, Nueva Gales del Sur; 12 de febrero de 1985) es un actor australiano, más conocido por haber interpretado a Aden Jefferies en la serie australiana Home and Away, y a Cesar en la serie Spartaco. 

## Biografía
Todd es hijo de Robert y Jan Lasance y tiene un hermano mayor llamado Chad. Antes de mudarse a Newcastle en 2002, vivió en Medowie, New South Wales. Asistió al St. Philip's Christian College y estudió Drama antes de graduarse del Screenwise 12 Month Intensive Showreel Course en Sídney, Australia.
En agosto de 2008, Lasance se vio involucrado en un accidente automovilístico luego de que su Toyota Supra chocara con el Honda Civic de una mujer. Todd y su pasajero salieron con heridas leves, mientras que la mujer que supuestamente ocasionó el accidente fue llevada al hospital en estado grave, pero luego se recuperó. 
El 12 de diciembre de 2009 Lance fue arrestado en el Club Kings Cross por posesión de cocaína y luego se le condenó a 12 meses de buena conducta.
Es muy buen amigo de los actores Lincoln Younes, Luke Mitchell, Charles Cottier y Adam Demos. También es amigo de los actores Mark Furze, Jessica Tovey, Lincoln Lewis y Christian Antidormi.
Comenzó a salir con Kerryn Amyes, sin embargo la relación finalizó.
Comenzó a salir con Jordan Wilcox, en julio de 2016, la pareja anunció que le habían dado la bienvenida a su primera hija Charlie Rose Lasance. Finalmente la pareja se casó en enero del 2020 en Hunter Valley.

## Carrera
Todd ha aparecido en series como australianas como Mcleod's Daughters y Blue Water High. 
Su papel más importante en la televisión lo obtuvo el 4 de agosto de 2005, cuando se unió al elenco de la serie australiana Home and Away, donde interpretó a Aden Jefferies, hasta 2010. Por su interpretación Todd ha sido nominado a dos Premios Logies y ha ganado uno por actor más popular en 2009. En diciembre de 2009 se anunció que Lasance y Lincoln Lewis (Geoff Campbell), dejarían la serie para irse a Estados Unidos. Poco después también se anunció que Jodi Gordon (Martha Holden), Jon Sivewright (Tony Holden) y Amy Mathews (Rachel Armstrong-Holden), se irían. Su salida de la bahía se dio luego de que Aden junto a su hermano Justin decidieran irse para iniciar una nueva vida juntos en el ejército, después de la muerte de su padre.
En 2007 apareció en la película BlackJack Gosth y un año después obtuvo un papel en la película Fool's Gold donde compartió créditos con los actores Matthew McConaughey y Kate Hudson.
En diciembre de 2008, apareció en el video musical de la canción "Favourite Habit" de la banda del actor Mark Furze: Falcon Road.  
En 2009 fue candidato para ser el "Cleo Bachelor of the Year".
En 2010 apareció en la primera película de crimen y drama Underbelly Files: Tell Them Lucifer Was Here, la cual fue estrenada en 2011 donde interpretó al Inspector Detective Dean Thomas. También se unió como personaje principal durante la tercera temporada de la serie Rescue Special Ops, donde interpretó al paramédico Cam Jackson, el líder de la unidad que compite con el equipo de rescate; su personaje terminó paralizado después de caer durante mientras intentaba rescatar a un individuo. En enero del mismo año se anunció que Todd se unirá a la nueva serie de la ABC1: Crownies, la cual fue estrenada el 14 de julio del mismo año, en la serie interpretó al abogado Ben McMahon.
Ese mismo año en mayo apareció en la miniserie Cloudstreet donde interpretó a Mason "Quick" Lamb. 
En 2012 apareció en la miniserie de seis partes Bikie Wars: Brothers in Arms, donde interpretó a Peter Mickelberg, la historia sigue la saga de los hermanos Mickelberg y el robo de oro más famoso en la historia de Australia. La miniserie estuvo basada en la masacre de Milperra ocurrida en 1984. Ese mismo año aparecería en la película The Great Mint Swindle.
En 2013 se unió al elenco principal de la popular serie Spartacus: War of the Damned, donde interpretó al joven soldado romano Gaius Julius Caesar, hasta el final de la serie el 12 de abril del mismo año. La serie fue la tercera temporada y última temporada de la exitosa serie "Spartacus".
En 2014 se unió al elenco principal de la miniserie ANZAC Girls donde dio vida al mayor del ejército Syd Cook.
En 2015 se unió al elenco recurrente de la séptima temporada de la serie The Vampire Diaries donde dio vida al vampiro Julian.
El 23 de agosto de 2016 Todd se unió al elenco recurrente de la tercera temporada de la serie The Flash donde interpretó al velocista conocido como The Rival.
El 30 de noviembre del mismo año se anunció que Todd se había unido al elenco de The Divorce Party donde daría vida a Chad.
El 11 de febrero de 2018 se unió al elenco principal de la miniserie Underbelly Files: Chopper donde dio interpretó a Syd Collins, el enemigo del criminal Mark "Chopper" Read, hasta el final de la miniserie el 12 de febrero del mismo año.
En agosto del mismo año se anunció que se había unido al elenco principal de la nueva serie Bite Club donde dará vida al detective de la policía Dan Cooper.

## Filmografía

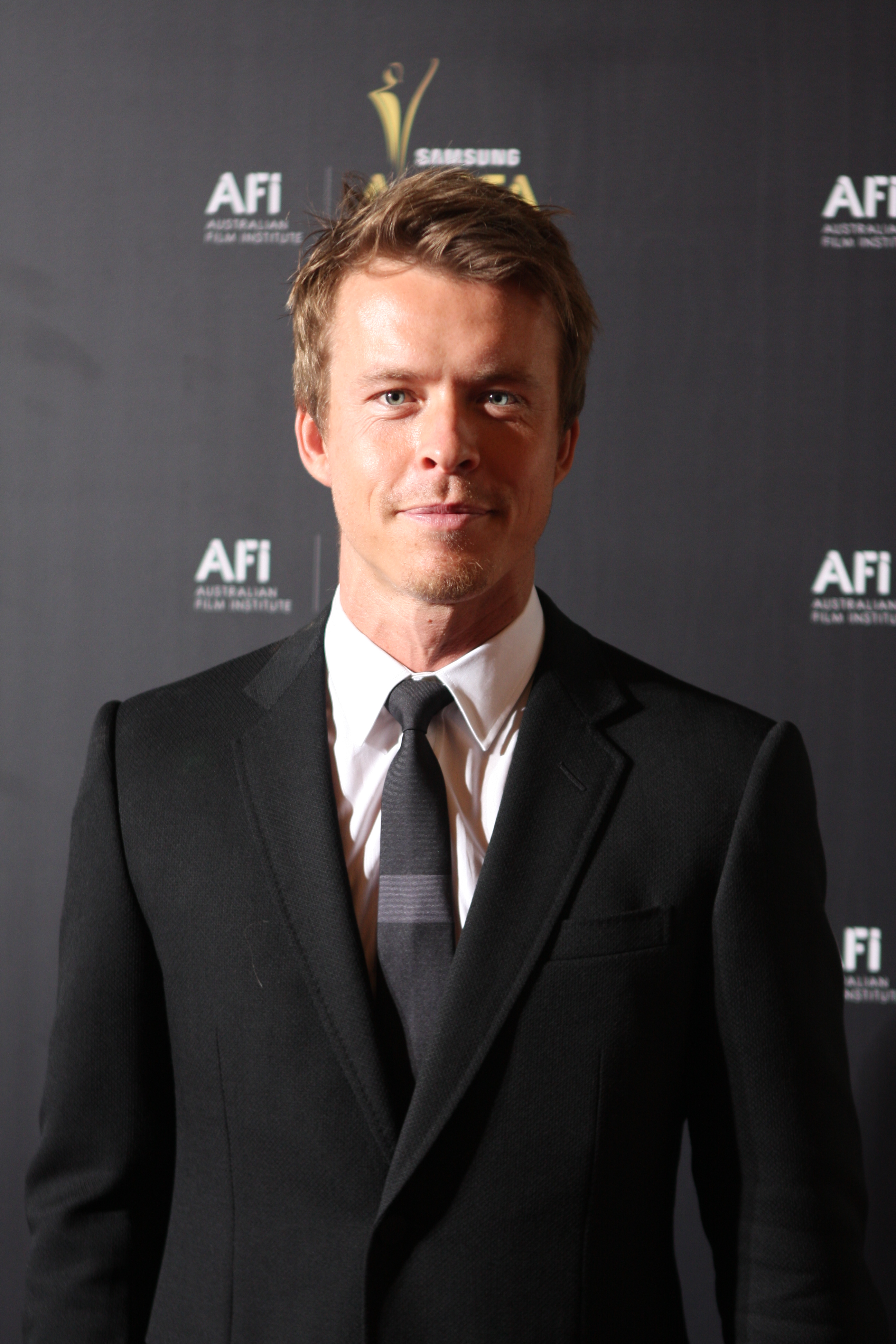
Todd en la entrega de los premios AFI en el 2011.

## Filmografía[22]

### Series de televisión
| Año               | Serie                        | Personaje              | Notas                       |
| ----------------- | ---------------------------- | ---------------------- | --------------------------- |
| 2018              | Bite Club                    | Det. Dan Cooper        | 8 episodios                 |
| 2018              | Olivia Newton-John           | Lee Kramer             | ep. #1.1 - miniserie        |
| 2018              | Underbelly Files: Chopper    | Syd Collins            | 2 episodios - miniserie     |
| 2017              | Janet King                   | Ben McMahon            | ep. "Running Out the Clock" |
| 2016              | The Flash                    | Edward Clariss / Rival | 3 episodios                 |
| 2015 - 2016       | The Vampire Diaries          | Julian                 | 10 episodios                |
| 2014              | ANZAC Girls                  | Syd Cook               | 6 episodios - miniserie     |
| 2013              | Spartacus: War of the Damned | Julius Caesar          | 10 episodios                |
| 2012              | Bikie Wars: Brothers in Arms | Lance "Kiddo" Purdie   | 4 episodios - miniserie     |
| 2011              | Crownies                     | Ben McMahon            | 22 episodios                |
| 2011              | Rescue Special Ops           | Cam Jackson            | 7 episodios                 |
| 2011              | Cloudstreet                  | Mason "Quick" Lamb     | 3 episodios - miniserie     |
| 2005, 2007 - 2010 | Home and Away                | Aden Jefferies         | 482 episodios               |
| 2007              | Mcleod's Daughters           | Brad                   | episodio "Bloodlines"       |
| 2006              | Blue Water High              | Chris                  | episodio #2.5               |

### Películas
| Año  | Título                                       | Personaje       | Notas                                                         |
| ---- | -------------------------------------------- | --------------- | ------------------------------------------------------------- |
| 2023 | Espíritu libre                               | Craig Atherton  |                                                               |
| 2020 | Without Remorse                              | Dallas          |                                                               |
| 2015 | Terminus                                     | Zach            | junto a Bren Foster, Katherine Hicks y Steve Le Marquand      |
| 2015 | How to Murder Your Wife                      | Mark Everitt    | junto a Simon O'Connor, Geraldine Brophy y Mark Mitchinson    |
| 2013 | Sundowner                                    | -               | -                                                             |
| 2012 | The Great Mint Swindle                       | Peter Mikelberg | junto a Grant Bowler, Josh Quong Tart y John Batchelor        |
| 2011 | Underbelly Files: Tell Them Lucifer Was Here | Dean Thomas     | junto a Paul O'Brien, Marshall Napier, Ditch Davey y Don Hany |
| 2008 | Fool's Gold                                  | Estudiante      | junto a Edwina Ritchard                                       |
| 2007 | BlackJack: Ghosts                            | Stephen Hulce   | junto a Colin Friels, Shaun Micallef y Marta Dusseldorp       |

### Apariciones
| Año  | Grupo       | Canción          |
| ---- | ----------- | ---------------- |
| 2008 | Falcon Road | Favourite Rabbit |

### Teatro
| Año  | Obra                      | Personaje | Notas |
| ---- | ------------------------- | --------- | ----- |
| 2001 | Boss of the Pool          | Ben       | -     |
| 2000 | Group Performance         | -         | -     |
| 2000 | Whoman who Live in a Shoe | Peter     | -     |

## Premios y nominaciones
| Año  | Categoría                                            | Premio                  | Serie         | Resultado |
| ---- | ---------------------------------------------------- | ----------------------- | ------------- | --------- |
| 2012 | Best Guest or Supporting Actor in a Television Drama | AACTA Award             | Cloudstreet   | Nominado  |
| 2011 | Out of the Box                                       | IF Award                | -             | Nominado  |
| 2010 | Best Daytime Star                                    | Dolly Teen Choice Award | Home and Away | Nominado  |
| 2010 | Most Popular Actor                                   | Logie Award             | Home and Away | Nominado  |
| 2009 | Most Popular Actor                                   | Silver Logie Award      | Home and Away | Ganador   |
| 2009 | Best Actor                                           | Inside Soap Awards      | Home and Away | Nominado  |